# ديفيد ليمان
ديفيد ليمان (بالإنجليزية: David Lehman)‏ هو شاعر أمريكي، ولد في 11 يونيو 1948 في نيويورك في الولايات المتحدة.